# وزارة جميل المدفعي الرابعة
وزارة جميل المدفعي الرابعة أو الوزارة المدفعية الرابعة هي الحكومة العراقية الثالثة والعشرون.
خلفت هذه الوزارة وزارة حكمت سليمان التي تشكلت بعد انقلاب بكر صدقي ثم أطيح بعد مقتل بكر صدقي في 12 آب 1937.
استمرت الوزارة للفترة من 17 آب 1937 إلى 25 كانون الأول 1938، تشكلت بعدها وزارة نوري السعيد الثالثة.

## التشكيلة الوزارية
تكونت الوزارة من الوزراء أدناه:
- رئيس مجلس الوزراء: جميل المدفعي، وكذلك وزير الدفاع.
- وزير الداخلية: مصطفى العمري، ثم خلفه جميل المدفعي في المنصب إثر تعديل وزاري في تشرين الأول.
- وزير الخارجية: عباس مهدي بالوكالة حتى تعيين توفيق السويدي في يوم 19 آب 1937 واستلم منصبه يوم 9 تشرين الأول 1937 عندما عاد إلى العراق
- وزير العدلية: عباس مهدي
- وزير المالية: جلال بابان بالوكالة يوم 19 آب 1937 حيث كلف إبراهيم كمال بالمنصب واستلمه يوم 28 آب 1937 عندما عاد إلى العراق
- وزير المعارف: محمد رضا الشبيبي
- وزير للاقتصاد والمواصلات: جلال بابان، استقال يوم 7 أيار 1938، فقبلت الاستقالة يوم 14 أيار 1938 وكلف وزير المالية إبراهيم كمال بالمنصب.

وفي 31 تشرين الأول 1938، أجريت التعديلات الوزارية التالية:
- تعيين صبيح نجيب وزيرا للدفاع بعد أن كان رئيس الوزراء جميل المدفعي يشغل المنصب بالوكالة.
- نقل مصطفى العمري من منصب وزير الداخلية إلى منصب وزير المالية خلفا لإبراهيم كمال
- نقل عباس مهدي من منصب وزير العدلية إلى منصب وزير للاقتصاد والمواصلات خلفا لإبراهيم كمال
- شغل رئيس الوزراء جميل المدفعي منصب وزير الداخلية بالوكالة

## طالع
- انقلاب بكر صدقي